# Sixes & Sevens
Sixes & Sevens è il quinto album in studio del cantautore statunitense Adam Green, pubblicato nel 2008.

## Tracce
1. Festival Song
2. Tropical Island
3. Cannot Get Sicker
4. That Sounds Like A Pony
5. Morning After Midnight
6. Twee Twee Dee
7. You Get So Lucky
8. Getting Led
9. Drowning Head First
10. Broadcast Beach
11. It's A Fine
12. Homelife
13. Be My Man
14. Grandma Shirley And Papa
15. When A Pretty Face
16. Exp. 1
17. Leaky Flask
18. Bed Of Prayer
19. Sticky Ricki
20. Rich Kids
21. You're A Heartbreaker (traccia bonus)
22. Spoonful [Live At Coca-Cola Soundwave] (traccia bonus)
23. I Wanna Die [Live In Berlin] (traccia bonus)
24. Salty Candy [Live At Nuke Festival] (traccia bonus)